# گلنام علیا
گلنام علیا یک روستا در ایران است که در دهستان نهارجان شهرستان سربیشه واقع شده‌است. گلنام علیا ۱۲۹ نفر جمعیت دارد.